# Ousse-Suzan
Ousse-Suzan là một xã odépartement des Landes trong vùng Nouvelle-Aquitaine. Xã này có diện tích 24,48 km², dân số năm 2006 là 238 người. Xã này nằm ở khu vực có độ cao trung bình 62 mét trên mực nước biển.

## Biến động dân số
| Năm | 1962 | 1968 | 1975 | 1982 | 1990 | 1999 | 2006 |
| --- | ---- | ---- | ---- | ---- | ---- | ---- | ---- |
| Dân số | 253  | 294  | 254  | 271  | 292  | 252  | 238  |
| From the year 1962 on: No double counting—residents of multiple communes (e.g. students and military personnel) are counted only once. |      |      |      |      |      |      |      |